# Ravda
Ravda (en bulgare Равда) est un village situé dans l'est de la Bulgarie.

## Géographie
Ravda est situé sur le littoral de la Mer Noire, à 31 km au nord-est de Bourgas.

## Histoire
Après 1924, des réfugiés bulgares de la Macédoine égéenne se sont installés à Ravda, ils étaient principalement de Kufalovo et Bozets, et plusieurs familles étaient de Kirkalovo, Zorbatovo, Barovitsa, Ramel, Plasnichevo, Kadinovo et Vehti Pazar.

## Économie
L'économie de la localité repose très largement sur le tourisme.

## Galerie

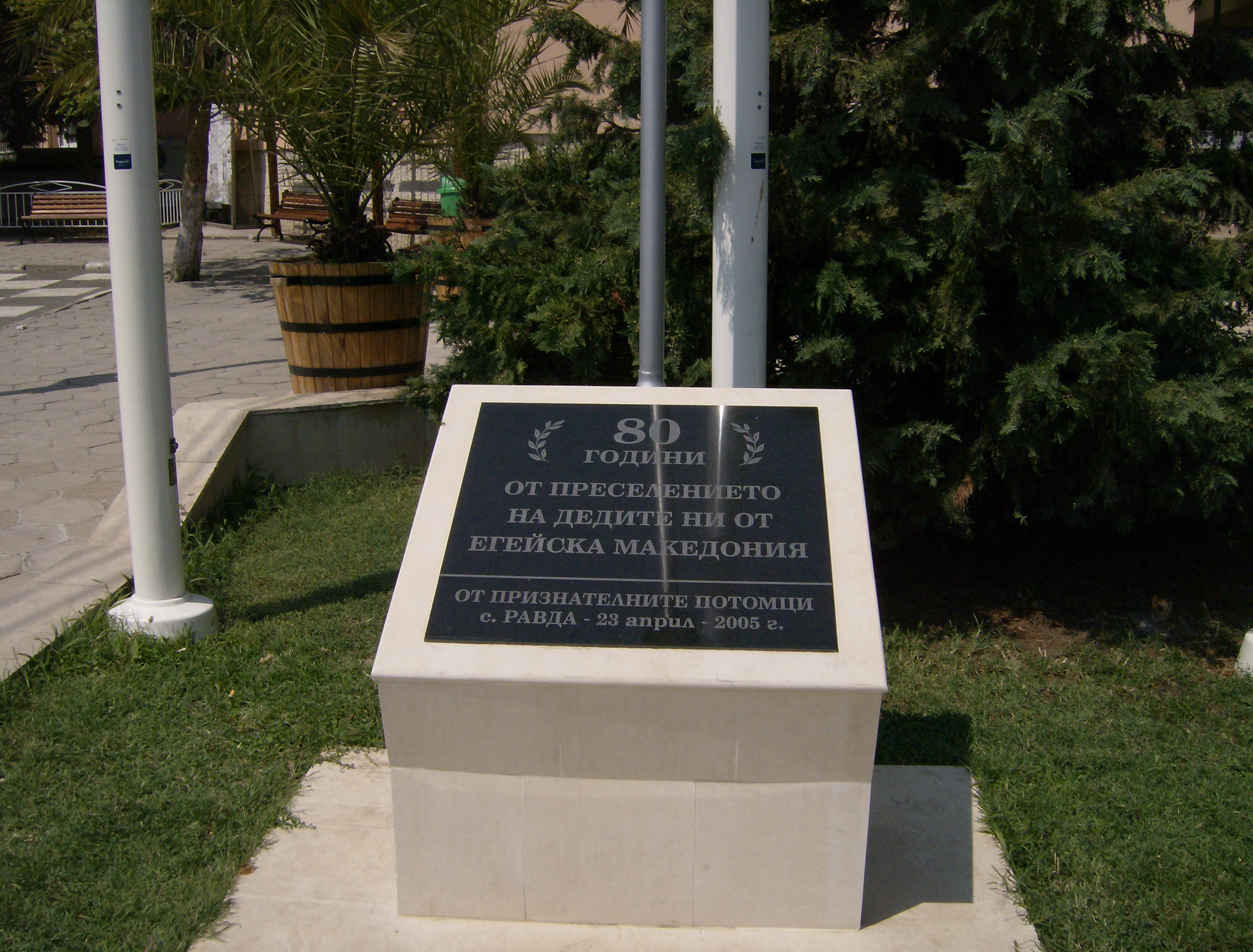
Stèle commémorative
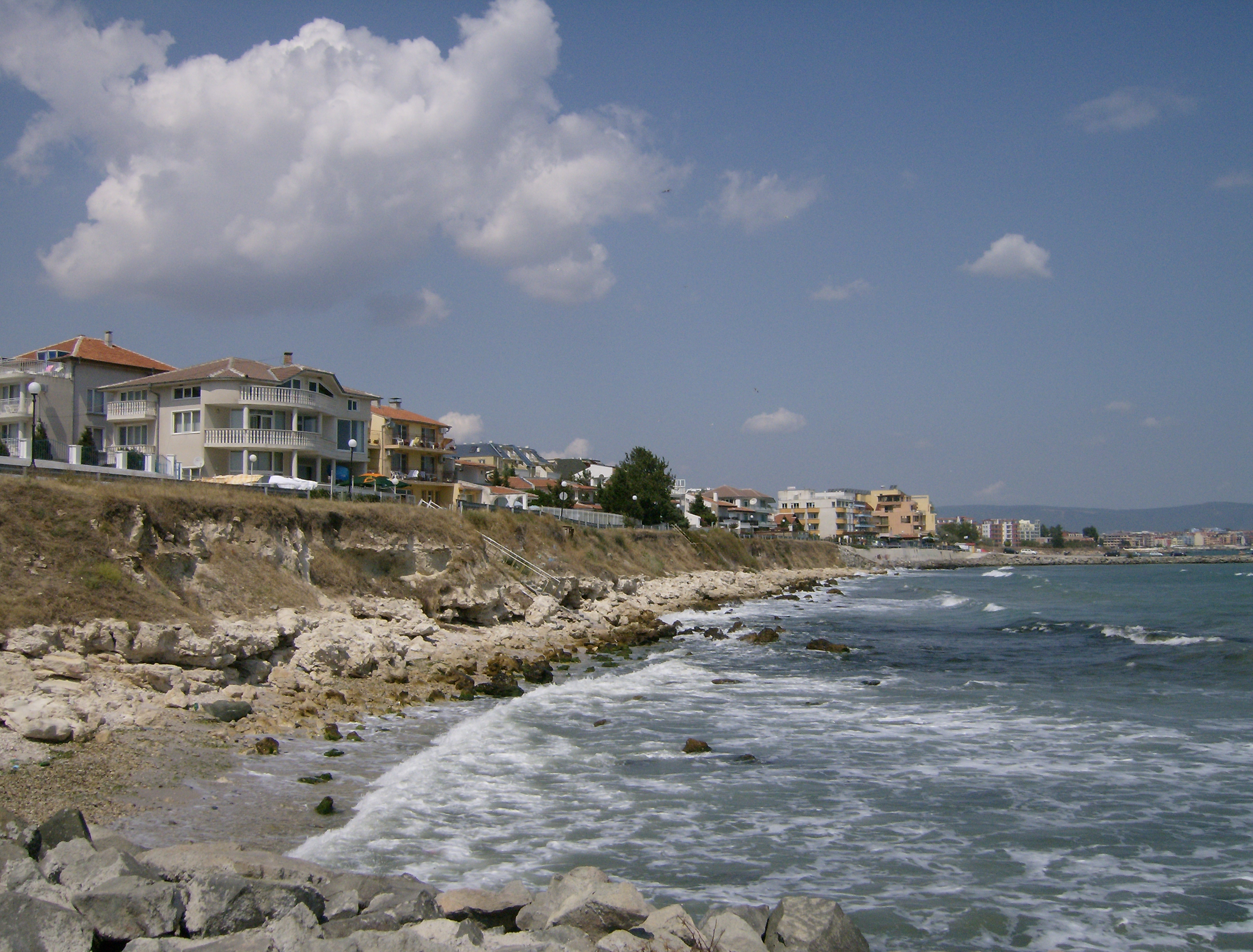
Ravda vu depuis la mer
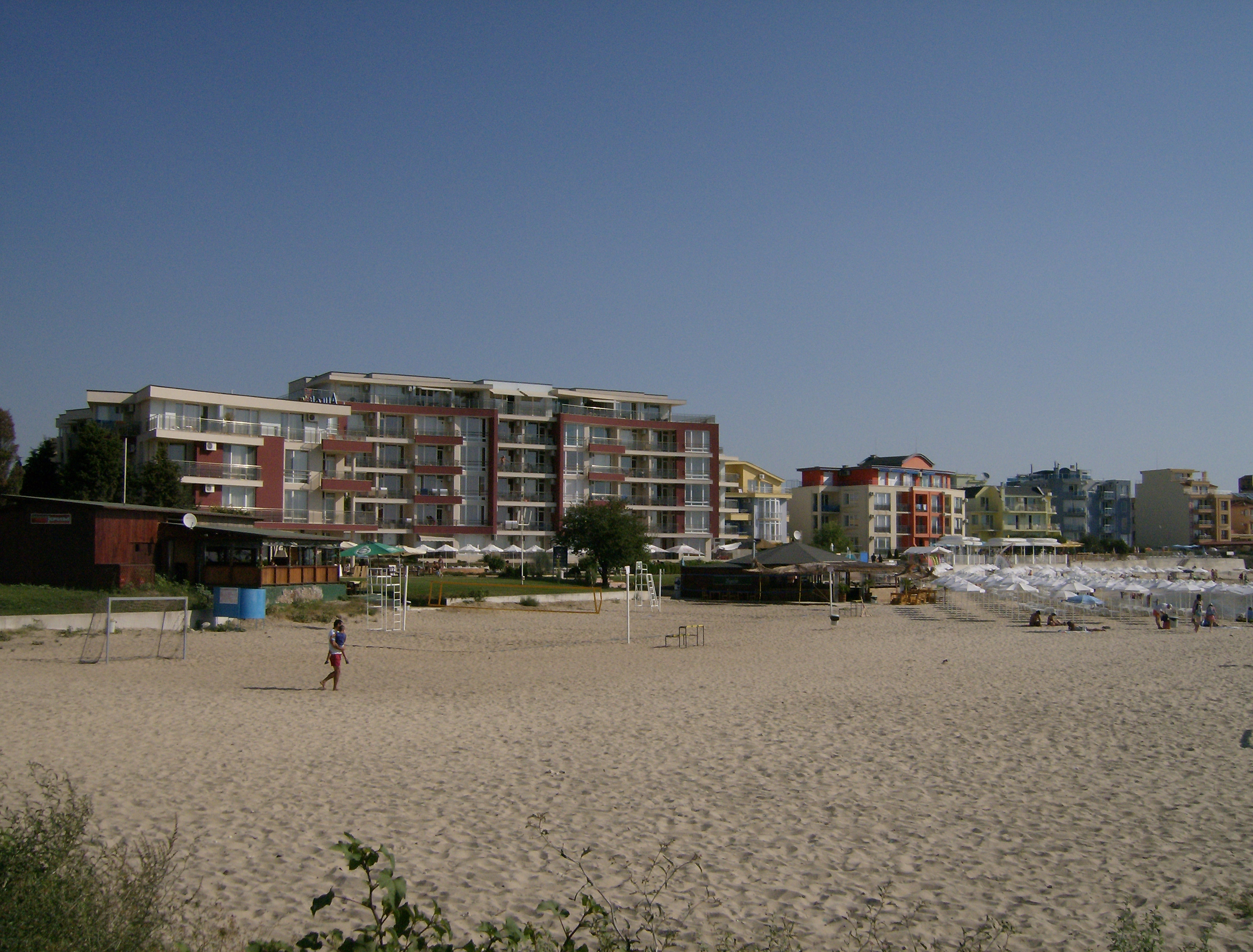
Complexe touristique à Ravda